# Engelenpoort (Groningen)

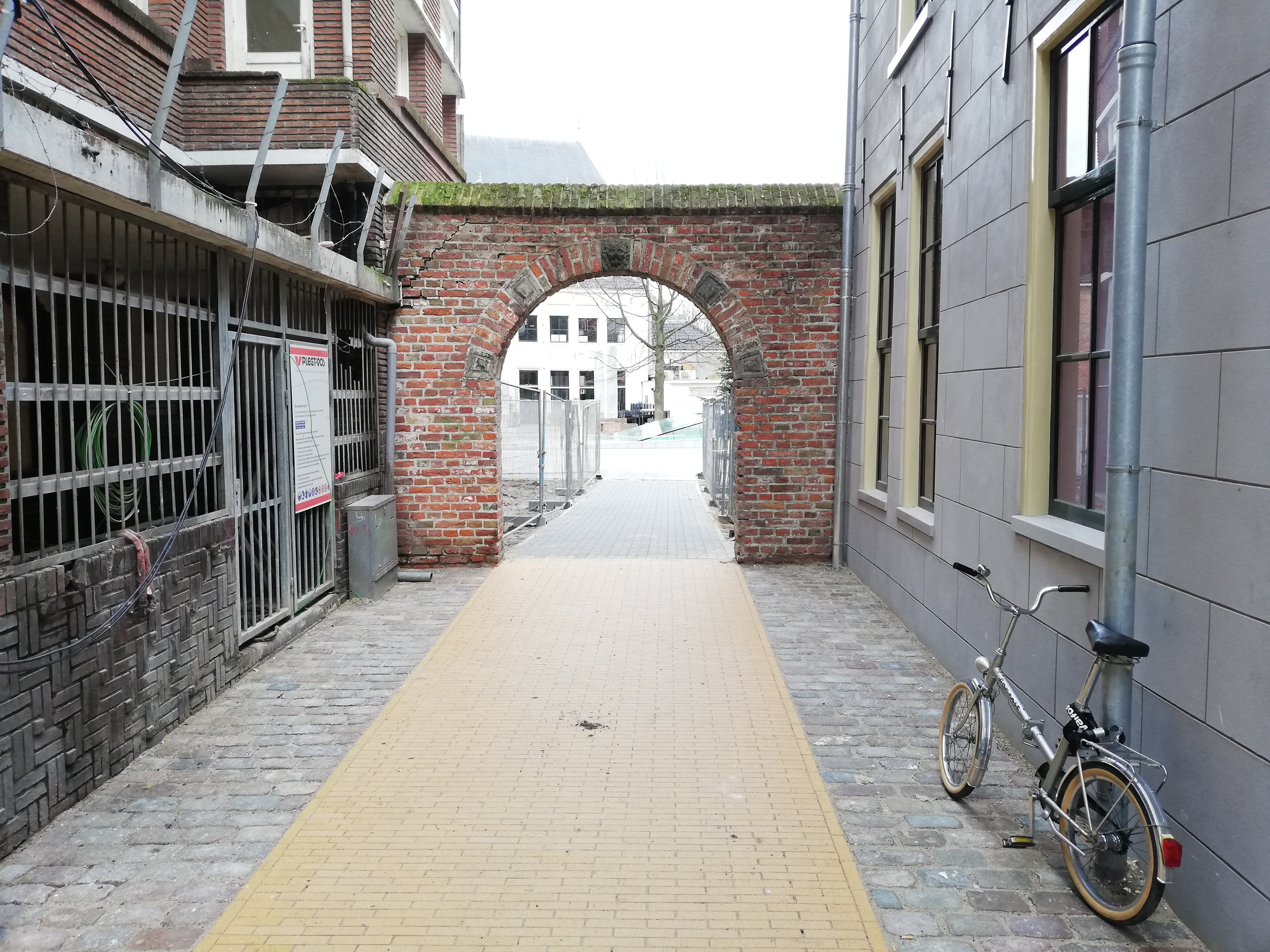
De Engelenpoort kort na de heropening van de onderdoorgang in december 2020.

De Engelenpoort of het Engelenpoortje is een poort in het centrum van Groningen, daterend uit de eerste helft van de 17e eeuw. 
De Engelenpoort staat aan het eind van de Engelensteeg tussen Poelestraat 12 (het voormalige hotel Hofmann) en 14 (het monumentale pand van Wolter Wolthers). De poort dankt zijn naam vermoedelijk aan de vroegere herberg 'De Blauwe Engel' die indertijd op de westelijke hoek van de Poelestraat gevestigd was. De Blauwe Engel had tijdens het Gronings Ontzet in 1672 een belangrijke functie als hoofdkwartier van de bevelhebber van de ruiterij.
Bij de officiële naamgeving in 1977 kwam initiatiefnemer en destijds VVV-directeur Henk Braber min of meer per toeval op het idee van de Engelenpoort "doordat wijlen jonkheer Feith, befaamd kenner van oud-Groningen, hem ooit eens had verteld, dat het bewuste gangetje vroeger de Engelengang heette." Ver voordat het Engelenpoortje in de zeventiende eeuw is gebouwd, werd het steegje in de volksmond al Engelengang genoemd. De poort is onderdeel is van een heel oude gang. Toen er nog amper bebouwing was, was de Engelengang een toegangsroute naar de veelgebruikte zij-ingang van de Martinikerk en daarmee in feite een oud kerkpad.
Het steegje leidde later naar de koetshuizen en tuinen van de grote huizen aan de oostwand van de Grote Markt, waaronder vanaf 1881 ook het later berucht geworden Scholtenhuis. Nadat aan het einde van de Tweede Wereldoorlog vrijwel de gehele oost- en noordwand van de Grote Markt werden verwoest bij de bevrijding van Groningen, stond het Engelenpoortje nog overeind.
Door de bouw van de Naberpassage en bijbehorende parkeergarage moest de boog in 1973 een stukje verplaatst worden. Datzelfde geldt voor het smallere Gomaruspoortje, eveneens afkomstig uit de eerste helft van de zeventiende eeuw, dat sindsdien in de tuin van het Feithhuis staat. Hoewel de historische poortjes in tegenstelling tot enkele huizen in de Popkenstraat niet met de sloophamer te maken kregen door de komst van de Naberpassage, was glans er in het geval van de Engelenpoort wel vanaf. Het steegje werd in de jaren tachtig en negentig steeds meer het domein van junks en vechtend uitgaanspubliek. Wildplassers zorgden dat er ook overdag een penetrante urinelucht hing.
In de lange aanloop naar de bouw van het Forum Groningen werd de boog in 2009 door plaatsing van een grote schakelkast en een hek afgesloten. Protesten van boze omwonenden werden in eerste instantie gepareerd door de aannemer met de mededeling "dat het zo op de tekening stond" maar na spoedoverleg en een voorzichtige foutbekentenis werd de schakelkast tegen de zijgevel van Poelestraat 12 geplaatst.
Tijdens de sloop van de parkeergarage verdween de historische boog tijdelijk helemaal uit beeld maar met de komst van het Forum werd alles anders. In december 2020 werd de doorgang heropend en daarmee het Engelenpoortje misschien wel de meest opvallende entree van de Nieuwe Markt. Via de aan de overzijde gelegen Popkenstraat is zelfs het historische kerkenpad naar de Martinikerk enigszins in ere hersteld.